# Александер, Эрика
Э́рика Роуз Алекса́ндер (англ. Erika Rose Alexander; род. 19 ноября 1969, Уинслоу, Аризона, США) — американская актриса, наиболее известная благодаря роли Максин Шоу в ситкоме Fox «Холостые мужчины и незамужние женщины» (1993—1998). За эту роль она получила множество наград, включая две награды NAACP Image Award в категории «Выдающаяся актриса в комедийном телесериале».

## Жизнь и карьера
Александер родилась и выросла в Уинслоу, штат Аризона, и обучалась в Нью-Йоркском университете, однако покинула его ради роли в мини-сериале 1989 года «Махабхарат». В следующем году она снялась напротив Вупи Голдберг в фильме «Долгий путь пешком домой», после чего два года снималась в ситкоме NBC «Шоу Косби».
После роли в недолго просуществовавшем сериале ABC «Впадая в крайности» (1992—1993), Александер в 1993 году начала сниматься в ситкоме Fox «Холостые мужчины и незамужние женщины», наравне с Куин Латифа, Ким Коулз и Ким Филдс. Шоу продолжалось на протяжении пяти сезонов, вплоть до 1998 года. Александер в последующие годы сыграла главную роль в сериале Showtime «Город улиц» (2002—2003), а также имела второстепенные роли в «Справедливая Эми», «В простом виде», «Последний настоящий мужчина» и «Низкое зимнее солнце».
На большом экране, Александер появилась в фильмах «Студия 54» и «Дежа вю», а в дополнение к этому оставалась частым гостем на телевидении, в таких сериалах как «Закон и порядок: Специальный корпус», «Седьмое небо», «Скорая помощь», «Мыслить как преступник», «Доктор Хаус» и «Форс-мажоры».

## Личная жизнь
Замужем за художником и сценаристом Тони Пурьером.

## Фильмография
| Фильмы | Фильмы                                                     | Фильмы                                                        | Фильмы          | Фильмы                 |
| Год    | Название                                                   | Оригинальное название                                         | Роль            | Примечания             |
| ------ | ---------------------------------------------------------- | ------------------------------------------------------------- | --------------- | ---------------------- |
| 1986   | Моя маленькая девочка                                      | My Little Girl                                                | Джоан           |                        |
| 1986   |                                                            | George Washington II: The Forging of a Nation                 | Оней Джадж      | ТВ-фильм               |
| 1990   | Долгий путь пешком домой                                   | The Long Walk Home                                            | Сельма Коттер   |                        |
| 1990   | Запретная любовь                                           | Common Ground                                                 |                 | ТВ-фильм               |
| 1990   |                                                            | The Last Best Year                                            | Эми             | ТВ-фильм               |
| 1991   | Он сказал, она сказала                                     | He Said, She Said                                             | Рита            |                        |
| 1992   | Отцы и сыновья                                             | Fathers & Sons                                                | Винелл          |                        |
| 1994   |                                                            | Override                                                      |                 | короткометражный фильм |
| 1998   | Студия 54                                                  | 54                                                            | Сил             |                        |
| 2001   | Тридцатилетние                                             | 30 Years to Life                                              | Джой            |                        |
| 2002   | С любовью, Лайза                                           | Love Liza                                                     | Бренда          |                        |
| 2002   | Во всей красе                                              | Full Frontal                                                  | Люси            |                        |
| 2004   | Делишки                                                    | Tricks                                                        | Лорел           |                        |
| 2006   | Дежа вю                                                    | Deja Vu                                                       | Шанти           |                        |
| 2006   |                                                            | Sixty Minute Man                                              | Джейн           |                        |
| 2009   | Район Мишн                                                 | La mission                                                    | Лина            |                        |
| 2010   | Мы — народ: От Криспуса Аттакса до президента Барака Обамы | We the People: From Crispus Attucks to President Barack Obama |                 |                        |
| 2014   | Эльза и Фред                                               | Elsa & Fred                                                   | Лаверна         |                        |
| 2014   | Магический город                                           | Secrets of the Magic City                                     | мисс Флетчер    |                        |
| 2015   |                                                            | Faux Show                                                     | Линда           | ТВ-фильм               |
| 2015   |                                                            | Undone                                                        | Эндриа Роуз     | короткометражный фильм |
| 2016   | Храбрый Нью-Джерси                                         | Brave New Jersey                                              | Хелена Холбрук  |                        |
| 2017   | Прочь                                                      | Get Out                                                       | детектив Латойя |                        |
| 2019   | В тихом омуте                                              | I See You                                                     | Мориа Дэвис     |                        |
| 2023   | Американское чтиво                                         | American Fiction                                              | Кэролайн        |                        |

| Телесериалы | Телесериалы                           | Телесериалы                       | Телесериалы             | Телесериалы                                       |
| Год         | Название                              | Оригинальное название             | Роль                    | Примечания                                        |
| ----------- | ------------------------------------- | --------------------------------- | ----------------------- | ------------------------------------------------- |
| 1989        | Махабхарата                           | The Mahabharata                   | Мадри / Хидимби         | мини-сериал                                       |
| 1990        | Закон и порядок                       | Law & Order                       | Дорис Карвер            | эпизод: «Poison Ivy»                              |
| 1990—1992   | Шоу Косби                             | The Cosby Show                    | Пэм Такер               | 21 эпизод                                         |
| 1992—1993   | Впадая в крайности                    | Going to Extremes                 | Шерил Картер            | 17 эпизодов                                       |
| 1993—1998   | Холостые мужчины и незамужние женщины | Living Single                     | Максин (Макс) Фелис Шоу | 118 эпизодов                                      |
| 1998        | Семья мамы Флоры                      | Mama Flora’s Family               | маленькая Флора         | мини-сериал                                       |
| 2001        | Справедливая Эми                      | Judging Amy                       | Фрэн Винстон            | 7 эпизодов                                        |
| 2001        | Проект Зета                           | The Zeta Project                  | агент Раш (голос)       | эпизоды: «Ro’s Reunion», «Absolute Zero»          |
| 2002—2003   | Уличное время                         | Street Time                       | Ди Милерн               | 20 эпизодов                                       |
| 2004        | Закон и порядок: Специальный корпус   | Law & Order: Special Victims Unit | Кема Мабуда             | эпизод: «Ritual»                                  |
| 2004        | Аэропорт Лос-Анджелеса                | LAX                               | Эллисон                 | эпизод: «Thanksgiving»                            |
| 2005        | Половинка и половинка                 | Half & Half                       | Максин Шоу              | эпизод: «The Big Performance Anxiety Episode»     |
| 2005        | Седьмое небо                          | 7th Heaven                        | Лин Майлз               | эпизод: «Leaps of Faith»                          |
| 2006        | По справедливости                     | In Justice                        | Алисса Хилл             | эпизод: «The Ten Percenter»                       |
| 2006        | Грабёж                                | Heist                             | жена Джеймса            | 4 эпизода                                         |
| 2006        | Скорая помощь                         | ER                                | Ватима Абика            | эпизод: «No Place to Hide»                        |
| 2007        | На краю жизни                         | Side Order of Life                | Колетт                  | эпизод: «Pilot»                                   |
| 2007        | C.S.I.: Место преступления            | CSI: Crime Scene Investigation    | А. Д.А Кирксон          | эпизод: «The Case of the Cross-Dressing Carp»     |
| 2007        | 4исла                                 | Numb3rs                           | маршал Триш Йеггер      | эпизод: «In Security»                             |
| 2007        | C.S.I.: Место преступления Майами     | CSI: Miami                        | Таня Торпе              | эпизод: «Guerillas in the Mist»                   |
| 2009        | Мыслить как преступник                | Criminal Minds                    | детектив Линн Хендерсон | эпизод: «The Big Wheel»                           |
| 2010        | В простом виде                        | In Plain Sight                    | Тереза Симмонс          | 4 эпизода                                         |
| 2011        | Доктор Хаус                           | House                             | мисс Филдс              | Эпизод «Two Stories»                              |
| 2012        | Пригород                              | Suburgatory                       | Глория                  | эпизод: «The Motherload»                          |
| 2012        | Форс-мажоры                           | Suits                             | Сара Лейтон             | эпизод: «Discovery»                               |
| 2012—2015   | Последний настоящий мужчина           | Last Man Standing                 | Кэрол                   | 10 эпизодов                                       |
| 2013        | Низкое зимнее солнце                  | Low Winter Sun                    | Луиз Каллен             | 4 эпизода                                         |
| 2014        |                                       | Let’s Stay Together               | Бланш                   | 3 эпизода                                         |
| 2014        | Морская полиция: Новый Орлеан         | NCIS: New Orleans                 | коммандер Луанна Бейтс  | эпизод: «Carrier»                                 |
| 2015        | Анатомия страсти                      | Grey’s Anatomy                    | Джоанна Маккей          | эпизод: «Crazy Love»                              |
| 2016—2017   | Босх                                  | Bosch                             | Конни Ирвинг            | 10 эпизодов                                       |
| 2016        | Королева сахарных плантаций           | Queen Sugar                       | Лиэнни                  | эпизоды: «By Any Chance», «In No Uncertain Terms» |
| 2017—2018   | По ту сторону                         | Beyond                            | Тесс Шумахер            | 12 эпизодов                                       |
| 2018—2019   | Чёрная Молния                         | Black Lightning                   | Перенна                 | 8 эпизодов                                        |
| 2019        | Wu-Tang: Американская сага            | Wu-Tang: An American Saga         | Линда Диггз             | 10 эпизодов                                       |